# Camiel Thomas
Camiel Thomas (Roeselare, 19 oktober 1889 - aldaar, 16 juli 1964) was een Belgische wielrenner en ondernemer. De Eerste Wereldoorlog maakte een einde aan zijn sportcarrière. Als schoenmaker startte hij in 1922 een eigen zaak. Met Racing Shoes Camiel Thomas produceerde hij schoenen voor wielrenners en later ook koerspetjes en musettes. De producten van zijn familiebedrijf uit Roeselare werden geleverd aan de top van het nationale en internationale wielrennen.

## Jeugd
Camiel Thomas werd geboren in Roeselare als eerste zoon van Petrus Thomas en Elodie Bovyn. Zijn vader en grootvader waren schoenmaker. Op jonge leeftijd raakte hij in de ban van de wielersport. Eerst als supporter, daarna begon hij zelf te koersen.

## Wielercarrière
1912Camiel werd wielrenner in 1912. In zijn thuisstad Roeselare nam hij als beginneling deel aan wedstrijden op rollen. Hij was daarnaast in het wegwielrennen actief. Hij reed ook op de piste.
1913In februari boekte hij een zege op de velodroom van Evergem. Hij behaalde een finaleplaats in het Winterkampioenschap voor beginnelingen op de piste. In april reed hij de Groote Prijs van de Zeekust, een wedstrijd van 160 km voor beginnelingen. De Grote Prijs Peugeot Pirelli, een koers van 600 km met start en aankomst in Namen, stond in juli op zijn programma.
1914In juli kwam Camiel aan de start van de Omloop van Vlaanderen voor onafhankelijken en werd hij tweede in een wegwedstrijd in Zonnebeke. Kort daarna brak de Eerste Wereldoorlog uit. Dat betekende het einde van zijn prille wielercarrière.

## Eerste Wereldoorlog
In het begin van de Eerste Wereldoorlog vluchtte Camiel naar Frankrijk. Zo voorkwam hij dat hij in Duitsland als dwangarbeider aan de slag moest. Hij verbleef en werkte in de Vendée tot hij in oktober 1916 werd ingelijfd in het Belgische leger. Na zijn militaire opleiding vertrok Camiel in februari 1917 naar het front. Als verkenner werd hij gedetacheerd naar een Frans infanterieregiment. Hij hielp hen in oktober 1918 bij de bevrijding van zijn geboortestad Roeselare. Hiervoor ontving hij in december van dat jaar het Croix de Guerre, een Frans ereteken.

## Privé
In augustus 1922 trouwde Camiel met Romanie Depoortere. Het echtpaar kreeg vier kinderen. Eerst drie dochters, Marie-Madeleine, Agnes en Gabriëlla. Zoon Pierre werd als laatste geboren. In zijn vrije tijd hield Camiel zich bezig met vissen en de vinkensport. Zijn vinken gaf hij vaak de naam van een wielrenner zoals Rebry en Sercu, verwijzend naar Gaston Rebry en Patrick Sercu.

## Producent van koersschoenen
Camiel trad als schoenmaker in de voetsporen van zijn vader en grootvader. Kort na zijn huwelijk in de zomer van 1922 opende hij samen met zijn echtgenote een eigen zaak in Roeselare. Onder de naam Racing Shoes Camiel Thomas startte hij al snel met de productie van schoenen voor wielrenners. Hij lanceerde verscheidene eigen merken. Op dat vlak was er een samenwerking met Hector Martin, geletruidrager in de Ronde van Frankrijk van 1927. De koersschoenen met de naam van die Roeselaarse wielrenner vormden een belangrijk uithangbord voor de firma van Camiel.
Na de Tweede Wereldoorlog breidde het gamma uit met koerspetjes en musettes. De productie daarvan was in handen van de drie dochters van Camiel. Zoon Pierre vervaardigde schoenen. De producten van het familiebedrijf werden jarenlang in binnen- en buitenland afgenomen door de top van het internationale wielrennen. Zo koerste de Britse renner Tom Simpson met schoenen uit Roeselare.
Na het overlijden van Camiel kwam de zaak eerst in handen van zijn vrouw en daarna van zijn dochters. In de jaren 1980 en 1990 droegen profploegen als La Vie Claire, 7-Eleven en Lotto hun koerspetjes. In het begin van de jaren 2000 vonden steeds minder klanten de weg naar Roeselare en gingen de zaken bergaf. Toen zaakvoerster Agnes Thomas in 2007 stierf, viel na 85 jaar het doek over de onderneming.

## Overlijden
Camiel bleek over één zaak in zijn leven ontgoocheld te zijn. Dat was het feit dat hij nooit publieke erkenning kreeg voor zijn rol in de bevrijding van Roeselare tijdens de Eerste Wereldoorlog. Hij overleed thuis in Roeselare in de zomer van 1964 op 74-jarige leeftijd.

## Nagedachtenis
De deelname van Camiel aan de bevrijding van Roeselare tijdens de Eerste Wereldoorlog wordt herdacht met een infobord. Dat kreeg in 2023 een plaats aan het gedenkteken voor de Franse bevrijders in de Infanteriestraat in Roeselare.
Historicus Dries De Zaeytijd, wetenschappelijk medewerker van KOERS. Museum van de Wielersport, schreef een boek over de firma van Camiel. In ‘De wielerwereld aan je voeten, het verhaal van veloschoenmakerij Camiel Thomas 1922-2007’ reconstrueerde hij de geschiedenis van het Roeselaarse familiebedrijf. Dit boek vormde de aanleiding voor de tentoonstelling ‘De wielerwereld aan je voeten’. Deze expositie was in het najaar van 2022 te zien in KOERS. Museum van de Wielersport (Roeselare) en in het voorjaar van 2023 in Eperon d'Or in Izegem.
In KOERS. Museum van de Wielersport, zijn verscheidene objecten van Racing Shoes Camiel Thomas te zien. Het gaat o.a. om diverse modellen van koersschoenen en promomateriaal. Ook het integrale bedrijfsarchief wordt in het museum bewaard.